# Kitty Kat (rapera)
 

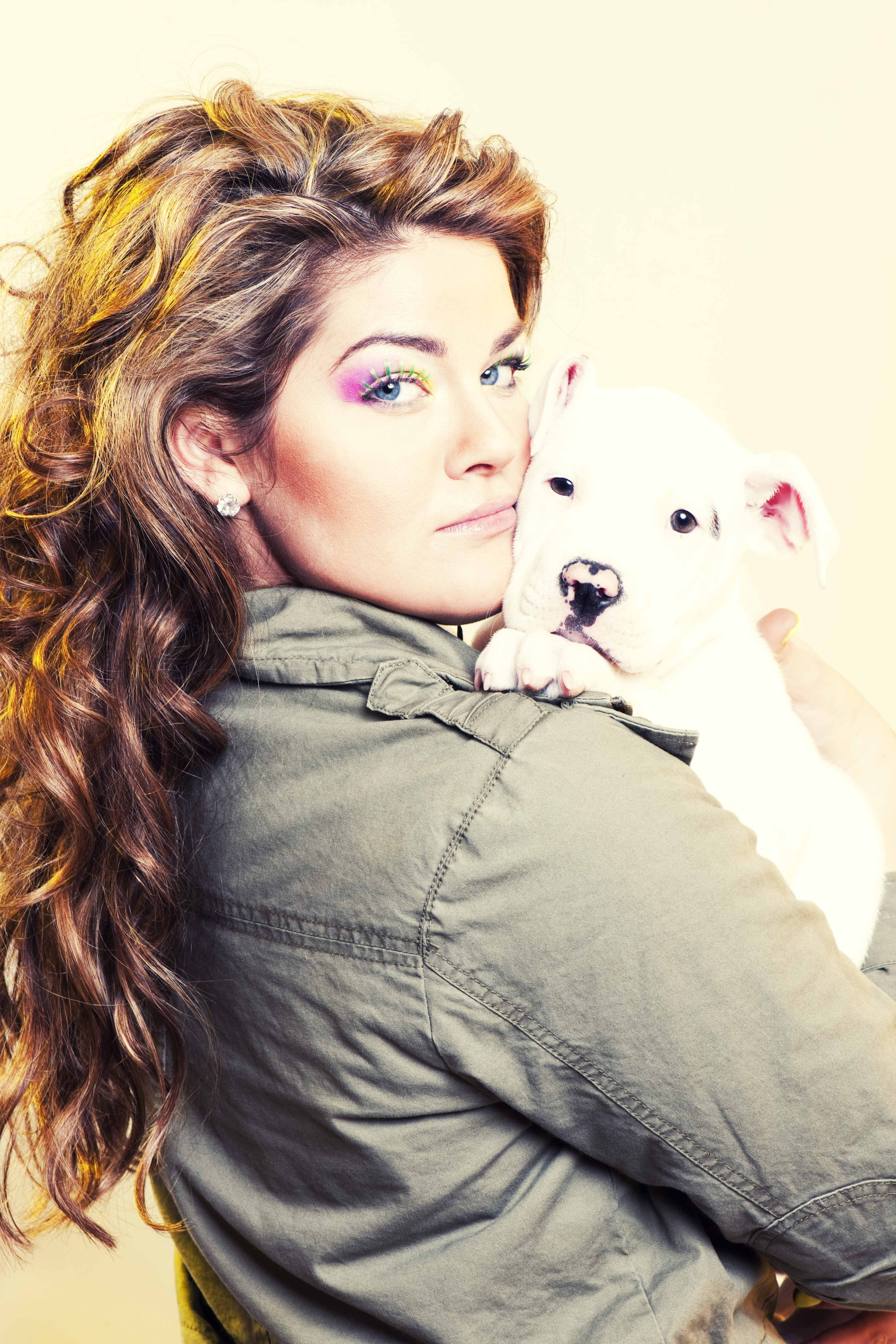

Katharina Löwel (22 de enero de 1982, en Berlín Este), conocida como Kitty Kat, es una rapera alemana.

## Biografía
Kitty Kat nació en Berlín Este. Sus padres huyeron a Alemania Occidental con ella y su hermana en 1986. Allí se instalaron en Augsburgo. Después de graduarse de la escuela secundaria, completó una formación profesional de bancaria en Múnich. A los 21 años volvió a Berlín, donde fue descubierta por el productor de Aggro Berlin, Paul NZA, gracias a la promoción del rapero Fler. Apareció en varios lanzamientos de Aggro Berlin entre 2006 y 2009, año en el que se produjo la disolución de la discográfica. Contó con tres colaboraciones en el álbum Ich de Sido en 2006. Al mismo tiempo trabajaba para una agencia de publicidad en Berlín. Posteriormente estuvo desempleada durante más de seis meses hasta que obtuvo un contrato con Aggro Berlin, que planeaba sacar un álbum suyo, en solitario, que no se llegó a materializar. Su apariencia se mantuvo en secreto inicialmente, y no se publicaron fotos ni entrevistas suyas. Desde el lanzamiento de la muestra Aggro Anti Ansage Nr. 8 en 2008 ha sido una figura pública.
Apareció en el CD del volumen 84 de la revista Juice con la canción Meine Zeit. Participó en cinco canciones del álbum Ich und meine Maske de Sido en 2008. Una de las canciones, Beweg dein Ass, fue lanzada como sencillo y llegó al número 17 en las listas de sencillos alemanas. También apareció en los álbumes en solitario de Tony D y B-Tight. Además realizó publicaciones bajo su alter ego, Brooke Skillz.
Como solista lanzó el sencillo en línea Bitchfresse (L.M.S), a fines de julio de 2009. Su primer sencillo oficial fue Braves Mädchen. El 4 de septiembre de 2009 publicó su álbum en solitario Miyo! bajo la discográfica Universal Music. Tiene 14 canciones, y el tiempo de reproducción es de aproximadamente 50 minutos. Sido y Cassandra Steen aparecen como invitados. Lo produjo ella misma.
El 18 de marzo de 2011, Universal Music lanzó el segundo álbum en solitario de Kitty Kat, Pink Mafia. Incluye colaboraciones con Xavier Naidoo, Megaloh y otros artistas. No aparecen exartistas de Aggro Berlin. Al final del año, trabajó como compositora para el dúo Glasperlenspiel en el sencillo Freundschaft, que entró en las listas de éxitos musicales en 2012. En 2013 participó en su otro éxito Nie vergessen, el cual fue su primer sencillo en alcanzar el top 10 de las listas de sencillos alemanas.
El 30 de marzo de 2012, Kitty Kat lanzó Dirty Mixtape bajo su propio sello, Deinama Records. En 2013, participó en el reality show Promi-Frauentausch, donde pudo vivir la vida de Zachi Noy en Israel durante una semana.
En diciembre de 2013 se lanzó el videoclip de la canción Na und. En febrero de 2014 publicó el sencillo Eine unter Millionen, el cual sería añadido posteriormente en su tercer álbum, Kattitude, que fue publicado en marzo de 2014. El 20 de septiembre participó en el Bundesvision Song Contest 2014 en Göttingen, con la canción Hochhaus, representando a la región de Brandenburg. Terminó empatada en el puesto 15.
En 2018, Kitty Kat volvió a alcanzar las listas de éxitos alemanas gracias a sus actividades como autora de Glasperlenspiel, como coescritora en su sencillo Royals & Kings, el tercero del dúo.

## Discografía
Álbumes
- 2009: Miyo!
- 2011: Pink Mafia
- 2014: Kattitude
- 2018: Love & HipHop

Mixtapes
- 2012: Dirty Mixtape

Muestra
- 2008: Aggro Anti Ansage Nr. 8

Sencillos
- 2006: Weihnachtssong (Remix) (Sido feat. G-Hot, Kitty Kat y Tony D)
- 2009: Beweg dein Arsch (Hands On Scooter de Sido feat. Kitty Kat & Tony D)
- 2009: Bitchfresse (L.M.S)
- 2009: Braves Mädchen
- 2010: Vogel, flieg (Silla feat. Kitty Kat)
- 2011: Endgeil
- 2011: Fliegen üben / Braves Mädchen (feat. Megaloh)
- 2012: Wie soll ich
- 2012: Biatch/Überbass
- 2012: Ich Tanz für Dich
- 2013: 900 Meilen (feat. Luis Laserpower)
- 2014: Eine unter Millionen
- 2015: Money Boy Disstrack[10]
- 2016: Gemachte Rapper
- 2016: Eine unter Millionen (Charity feat. Kitty Kat)
- 2018: Sugamami (feat. Dalila)
- 2018: Swing Low
- 2018: Narben
- 2019: Tic Tac Toe
- 2019: Fuckboy (feat. Ben Mood)
- 2019: Mein Type
- 2020: Hochhaus 2020
- 2020: Nur Dich
- 2020: Ich bin nicht Deins
- 2020: Gummiboot
- 2020: Früher oder später
- 2020: Puta
- 2020: Gangsta Boo
- 2021: Lass mich
- 2021: Big City
- 2021: Thug
- 2021: Be a Hoe/Break a Hoe (Shirin David feat. Kitty Kat)
- 2022: Ha Ha Ha

EPs / Reproducción extendida
- 2008: Aggro im Club 001 (EP de Sido, B-Tight y Kitty Kat)

Otros
- 2006: Das Eine (feat. Sido) [Juice-Exclusive! En el CD de Juice n.º 63]
- 2008: Meine Zeit (Juice Exclusive! En el CD de Juice n.º 84)
- 2008: Work This Out (feat. D'Klay) [Freetrack]
- 2009: Früher wart ihr Fans (Diss Track de Fler, Kitty Kat y Godsilla contra Kollegah y Favourite)
- 2009: Ich leb mein Traum (Juice Exclusive! En el CD de Juice n.º 101)
- 2009: Glücklich (Freetrack)
- 2009: Miss Kitty (Freetrack)
- 2009: Einsamkeit (Freetrack)
- 2010: Showdown (Freetrack)
- 2010: Die Katze kommt (Freetrack)
- 2010: Klub (Freetrack)
- 2010: Pistole (feat. Sido) [Freetrack]
- 2010: Eine Chance (Manuallsen feat. Kitty Kat)
- 2011: Mörderpuppe (Freetrack)
- 2011: Hinter dem Horizont
- 2011: Keiner kennt meinen Namen (Mendocino) [Cover My Song / VOX]
- 2012: Verzeih mir (en YouTube)

## Apariciones en televisión
- 2011: Cover My Song (con Michael Holm) (VOX)
- 2011: Das perfekte Promi-Dinner (VOX)
- 2013: Promi-Frauentausch (con Zachi Noy) (RTL II)

## Premios
- 2009: VIVA Comet – Categoría: Mejor canción (con Beweg dein Arsch [con Sido, Tony D, Scooter])[11]

## Libros
- Kitty Kat. En: Eva Tuchscherer: Frauenbilder im Deutsch-Rap. Zwischen Subversion und Affirmation männlich geprägter Rollenzuschreibungen. [zugl. Bachelorarb. Leipzig 2012] Archiv der Jugendkulturen Verlag KG, Berlin 2014, Kap. 4.1.2.3. ISBN 978-3-945398-14-2

## Enlaces
- Kitty Kat en laut.de